# Линейные корабли типа H-44
Линейные корабли типа H-44  (также H-44, нем. Schlachtschiff Projekt H-44) — тип нереализованного германского линейного корабля времён Второй мировой войны. Проект сверхлинкора Н-44 был последним и самым мощным в серии Н. Серия проектов Н-42, Н-43, Н-44 разрабатывались комиссией по проектам новых кораблей, которую возглавлял адмирал Карл Топп. Министр вооружения Третьего Рейха Альберт Шпеер создал комиссию по разработке перспективных проектов кораблей. В рамках этой конструкторской работы были спроектированы линейные корабли серии Н. В 1944 году, с учётом опыта полученного во время Второй мировой войны, был спроектирован Н-44. Линкор создавался как самый сильный и предельно защищённый от всех угроз и мощно вооружённый боевой корабль, способный потопить любой существующий линкор противника.

## Конструкция

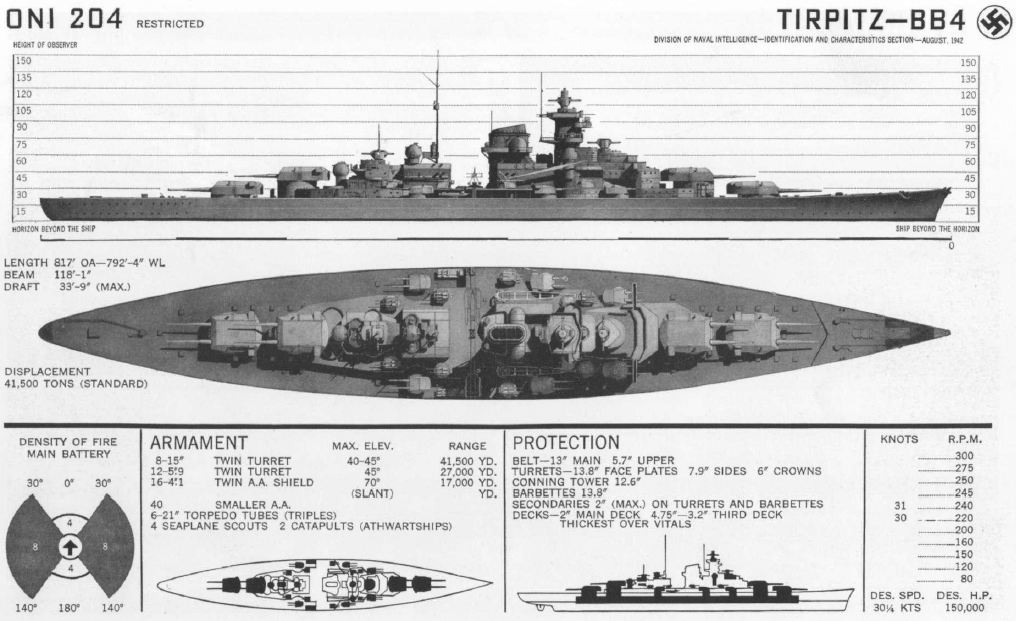
ТТХ линкора «Тирпиц» внешне похожего на проект H-44

Линейные корабли типа «Бисмарк» послужили прообразом для проектов типа Н.
Бронирование линкоров типа Н-44: основной броневой пояс — 380 мм, бронирование палубы (суммарно трёхслойное бронирование) — 330 мм (60+140+130 мм), противоторпедная переборка — 45 мм, толщина верхней стенки топливных цистерн — 30 мм.

## Вооружение
Главный калибр линкоров Н-44 должен был быть представлен восемью 508-мм орудиями в четырёх спаренных башенных установках. В качестве вспомогательного (противоминный калибр) калибра были приняты 150-мм орудия C28 (в восьми спаренных установках), всего 16 шт. Зенитное вооружение — 16 (8×2) 105-мм/65 орудий C33, 16 (8×2) 37-мм/83 орудий C33 и 40 (10×4) 20-мм/66. Авиационное вооружение состояло из шести гидросамолётов Arado 196.

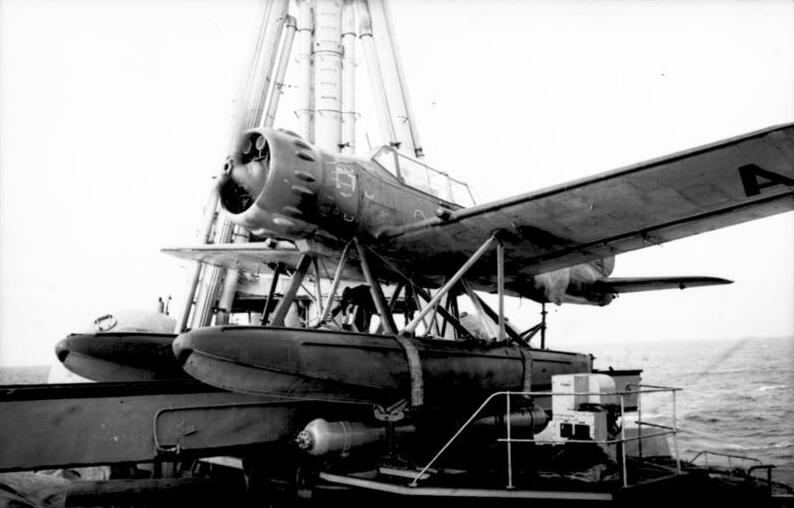
гидросамолёт-разведчик «Arado Ar 196»

## Энергетическая установка
Энергетическая установка линкоров Н-44 планировалась смешанной: 4 дизеля и турбозубчатые агрегаты с котлами высокого давления. На внешние валы должны были работать по 4 дизеля «MZ65/95». На внутренние валы — по 1 ТЗА с возможностью форсирования. Все проекты, начиная с Н-41, имели одинаковую силовую установку.

## Представители
Комиссия по проектам новых кораблей в 1942-44 годах разработала проекты линкоров Н-42, Н-43, Н-44. Выполнение программы требовало по меньшей мере 5 лет и огромных ресурсов, которых у Германии в 1944 уже не было. Построить такой линкор в 1944 году уже не представлялось возможным. Корабли данного типа не закладывались.